# Jawa 175 Villiers
Jawa 175 Villiers je československý vzduchem chlazený jednoválcový motocykl, vyráběný v letech 1932–1933 firmou Jawa.

## Historie
Vznik je spojen s příchodem anglického konstruktéra G. W. Patchetta. Tento typ se stal nosnou částí produkce a firmu postavil na nohy po nevydařeném typu Jawa 500 OHV.

## Motor
Motor je licenčně vyráběný motor Villiers, dvoudobý zážehový tříkanálový jednoválec s deflektorem. Válec je odlit z litiny a má hliníkovou snímatelnou hlavu (vlastní konstrukce Jawa) s radiálně uspořádanými žebry. V hlavě je zpředu umístěn dekompresor ovládaný páčkou na řídítkách a svíčka. Z levé strany válce je umístěno sací potrubí a dopředu ústí dva kanály výfuku napojené na jediné výfukové koleno odlité z hliníku, kterému se vzhledem k jeho tvaru říkalo chobot. Blok motoru je odlit z hliníku a těsně obklopuje klikovou hřídel uloženou v kluzných ložiskách. Vpravo na klikové hřídeli je umístěno magneto, vlevo primární převod řetězem na suchou třecí lamelovou spojku. Motor je doplněn třístupňovou převodovkou anglické značky Albion s řazením ruční pákou přímo z převodovky. Motor a převodovka netvoří jeden celek.

## Rám
Rám je dvojitý, lisovaný z ocelových plechů, sešroubovaný. Přední vidlice je lisovaná. Nádrž je podrámová s nápisem Jawa. Sedlo je lavorovitého tvaru odpružené pomocí dvou válcových pružin. Přední světlo má průměr 135 mm, zadní nebylo původně montováno. Na obou kolech jsou bubnové brzdy průměru 100 mm.

## Technické parametry
- Rám: dvojitý trubkový kolébkový lisovaný z ocelového plechu
- Suchá hmotnost: 82 kg
- Pohotovostní hmotnost: 125 kg
- Maximální rychlost: 86 km/h
- Spotřeba paliva: 3 l/100 km